# Shatili
Shatili (en georgiano: შატილი) es un pueblo en el norte de Georgia, ubicada en el norte de la región de Mtsjeta-Mtianeti y siendo parte del municipio de Dusheti. El lugar ha sido propuesto como Patrimonio Mundial de la Unesco.  

## Toponimia
El nombre del pueblo se traduce del idioma checheno como “país de los glaciares” (en checheno: Шедала).

## Geografía
Shatili está en las tierras altas de Georgia, cerca de la frontera con Chechenia, en la región histórica de Jevsuretia. El pueblo está ubicado en el profundo desfiladero de Arghuni.

## Historia
Shatili fue una vez parte del reino de Kajetia. Según el historiador daguestaní Iman Muhammad Gubdenski, la aldea era parte de Kistetia, mientras que los shatilianos eran ellos mismos kists según él. Y según el experto caucásico Adolf Berger, en 1858 las sociedades de Arjotiopi y Shatilioni hablaban el dialecto kist del checheno. 
Su población, junto con la de la mayoría de Jevsuretia, fue reasentada bajo presión de las autoridades soviéticas en las llanuras a principios de los años cincuenta. En la década de 1960, el paisaje exótico de la aldea vacía se usó como escenario para una serie de películas georgianas sobre la vida pasada de los montañeses.
En 1970, un sindicato especial de empresas científicas y de restauración inició aquí los trabajos de restauración y en 1972, se realizó un estudio arqueológico de las 12 torres. El 24 de octubre de 2007, Shatili fue añadido a la lista tentativa de Patrimonio de la Humanidad de la UNESCO.
Shatili todavía está habitada por una docena de familias, pero es inaccesible por carretera durante el invierno. El pueblo es uno de los destinos favoritos para los turistas y excursionistas de montaña. Después de 2014, muchos residentes regresaron al pueblo, pero se establecieron cerca del casco histórico y fundaron un nuevo barrio.

## Demografía
La evolución demográfica de Shatilii entre 1926 y 2014 fue la siguiente:
| 213                                             | 68 | 22 |
| (Fuente: Population of Georgia in Soviet times) |    |    |

Según el censo de 2014, los georgianos constituían el 100% de la población local.Los shatilianos hablan el dialecto jevsur de la lengua georgiana.

## Infraestructura

### Arquitectura, monumentos y lugares de interés
El pueblo es en realidad un complejo único de fortalezas modernas y antiguas, y casas fortificadas de piedra y mortero que funcionaron como zona residencial y como fortaleza que protege las afueras del noreste del país. 
Los edificios residenciales del antiguo pueblo son casas con tejados planos o torres residenciales muy extendidas en Jevsuretia. La fortaleza consiste en estructuras de terrazas dominadas por viviendas de techo plano y unas 60 torres que se agrupan para crear una sola cadena de fortificaciones. A nivel nacional, Shatili podría compararse con la zona Patrimonio de la Humanidad de Alta Esvanetia. Ambas propiedades, por su aislamiento, la hacen única en la región. 

### Transporte
Shatili estaba conectada con otras aldeas de Jevsuretia por el único camino del valle del Argun. Se suponía que la carretera que uniría Itum-Kale y Shatili, construida por la República Chechena, llegaría a Shatili, pero la parte georgiana no realizó su segmento de carretera.

## Galería

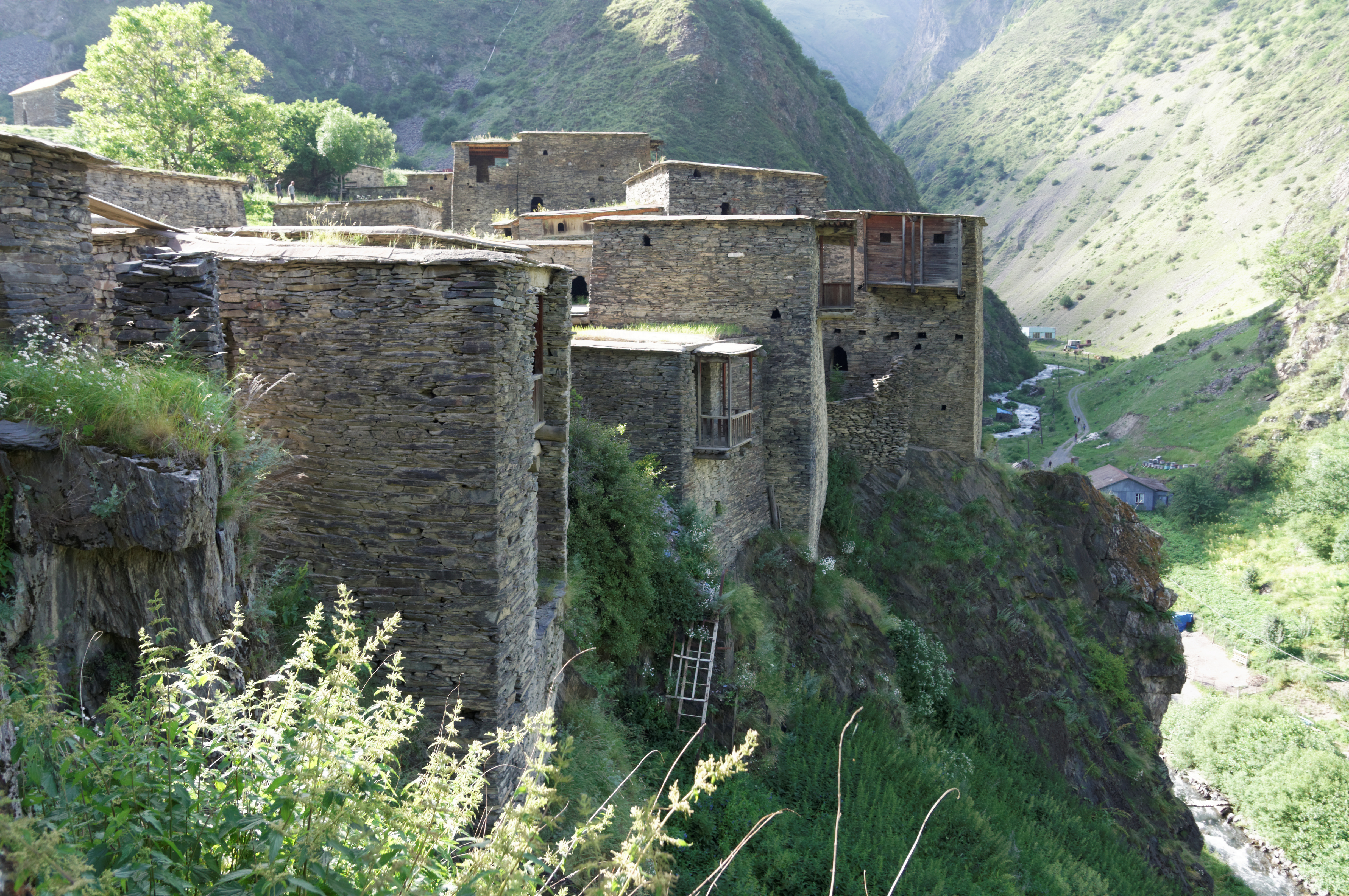
Casas de piedra de Shatili
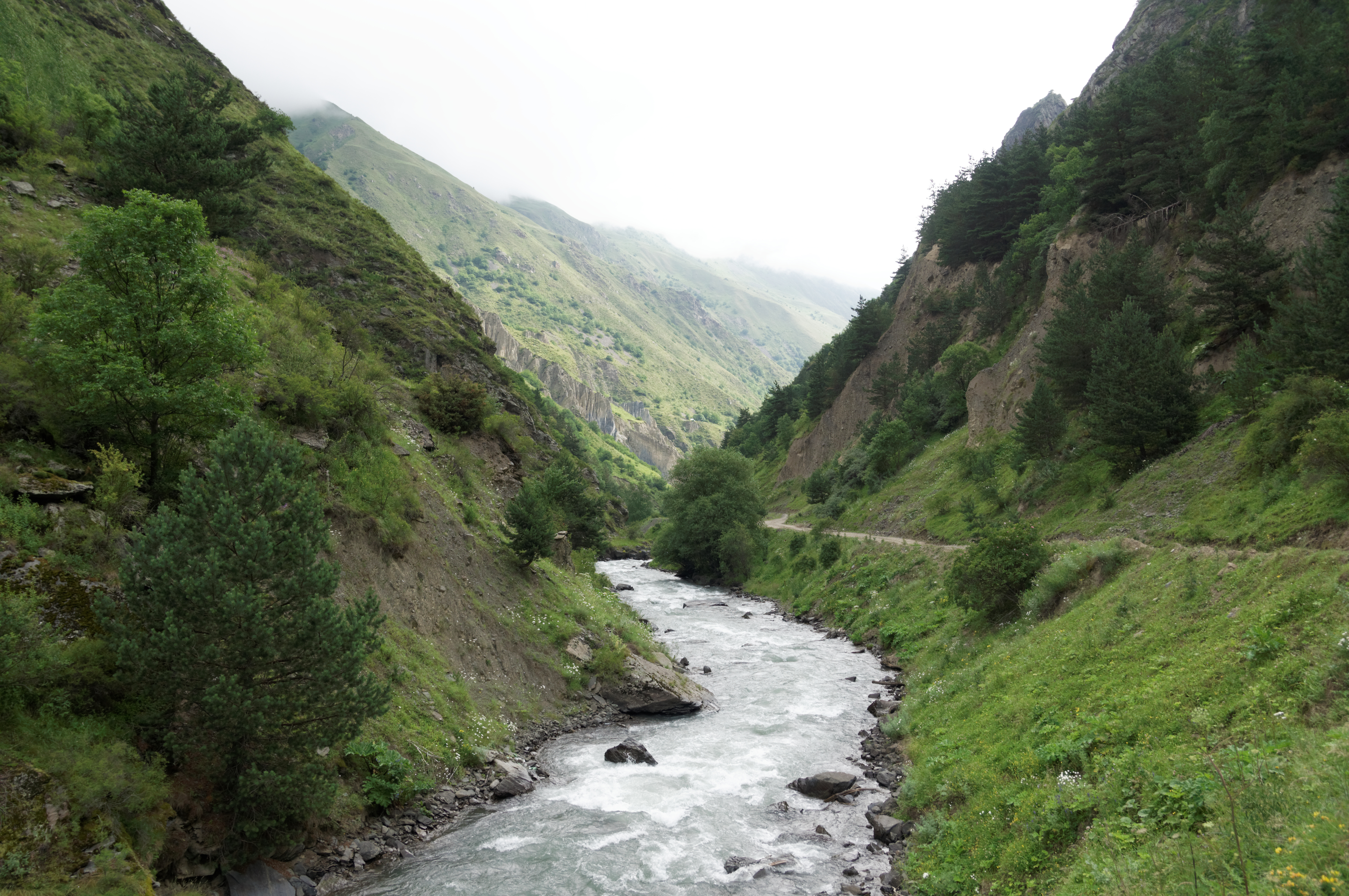
Valle del río Argun